# Мигел Капучини
Мигел Капучини (на испански: Miguel Capuccini) е уругвайски футболист, вратар.

## Кариера
Мигел Капучини играе през кариерата си в Монтевидео Уондърърс и Пенярол. През 1927 г. дебютира за националния отбор на Уругвай в приятелски мач срещу Аржентина. В Монтевидео, уругвайците губят с минимален резултат от 0:1. През същата година е част от отбора за шампионата на Южна Америка. На него, Капучини е титулярен вратар и в трите мача. В два от три мача, той запазва мрежата си суха, като уругвайците побеждават Перу с 4:0 и Боливия с 9:0. Само аржентинският национален отбор успява да отбележи на Капучини и да спечели срещата с 3:2.
Тъй като Капучини е резервен вратар, той не играе нито един мач на Световното първенство през 1930 г., но също така става световен шампион. По това време Капучини вече играе за Пенярол. Като част от този клуб, Капучини става шампион на Уругвай през 1929 г.

## Отличия

### Международни
Уругвай
- Световно първенство по футбол: 1930